# Rathaus Rastenberg

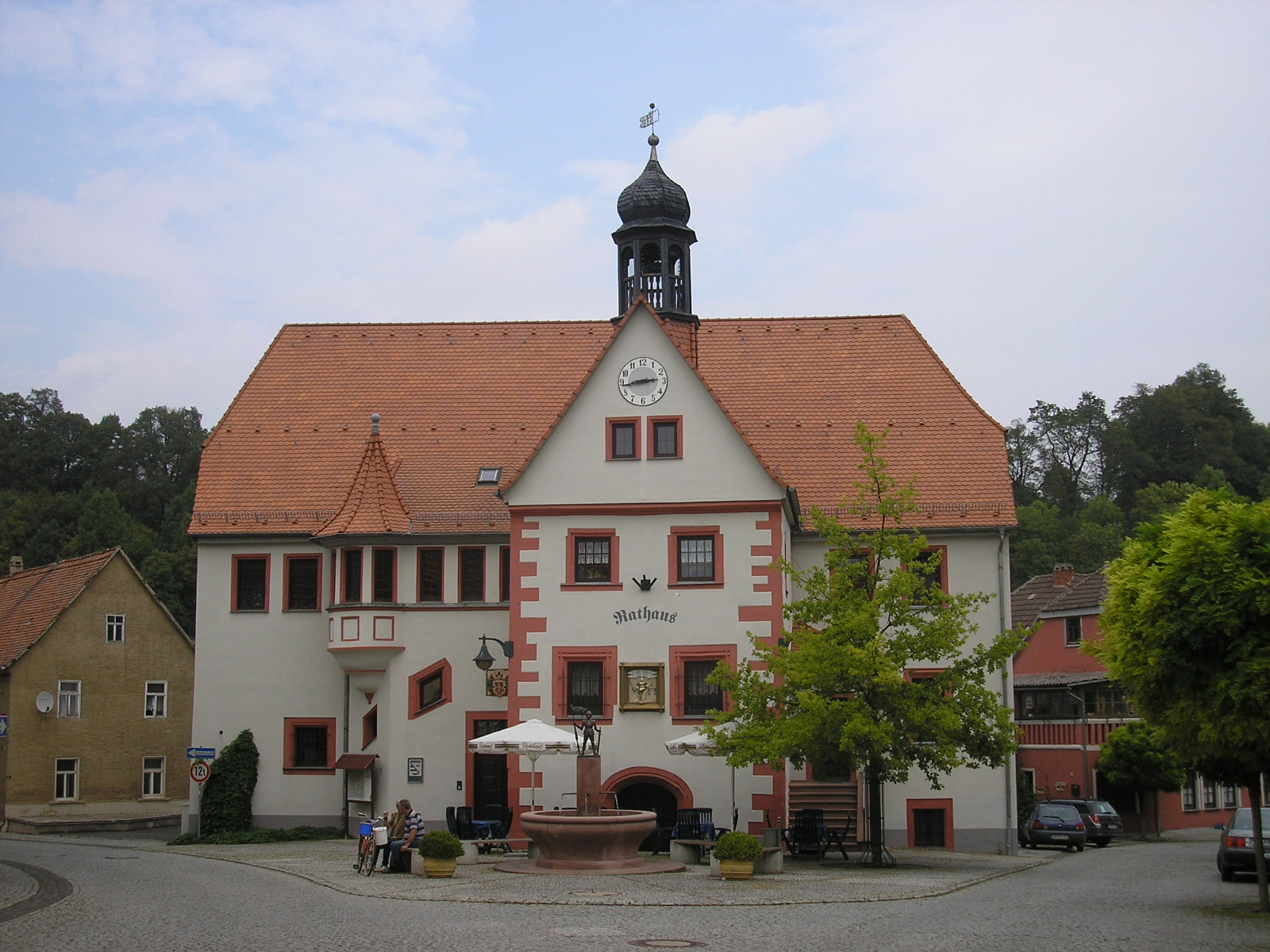
Rathaus Rastenberg

Das Rathaus von Rastenberg ist ein Baudenkmal in der Verwaltungsgemeinschaft Kölleda im Landkreis Sömmerda in Thüringen.

## Lage
An der Nordseite des Marktes von Rastenberg an der Stelle, an der die Ritterstraße mündet und so den Dreieckmarkt bildet.

## Geschichte und Gestalt
Rastenberg wurde im Jahr 1378 zur Stadt erhoben. Das heutige Rathaus entstand im Wesentlichen allerdings erst im zweiten Drittel des 16. Jahrhunderts. Der erste Bau stammt aus dem Jahr 1565, soll aber 1663 niedergebrannt und danach neu aufgebaut worden sein.
Dieser Bau wurde im 19. Jahrhundert erweitert, indem er an der Marktseite einen Vorbau mit Satteldach erhielt. Neben dem markanten Dachturm der die Jahreszahl 1824 trägt, finden sich zahlreiche weitere Elemente an der Fassade. Einen vorherigen Umbau im 18. Jahrhundert bestätigen wohl die Inschriftsteine, von denen einer die Justitia als Relief mit den Worten Sum qui que Ad 1739 abbildet und sich am Südvorbau befindet, während der andere – über dem westlichen Südeingang – das Stadtwappen darstellt und auf 1737 datiert ist. Auch dies ein farbiges Relief.
Die Fenster besitzen teils Stabwerkrahmung. Am Vorbau sind Uhr und Fahnen-Halterung angebracht, rechts davon eine Treppe. Insgesamt drei Eingänge befinden sich an der Südseite, von denen der zentrale Zugang einen Segmentbogen aufweist. Weitgehend in die Fassade integriert wurde zudem ein Treppenturm, der je nach Perspektive nur als Turmhaube oder als selbstständiges Bauelement herausragt und im Jahr 1913 eine Veränderung erfuhr. Der Renaissancebau wurde ins Denkmalverzeichnis aufgenommen. Das Rathaus ist allerdings nicht der Mittelpunkt der Verwaltungsgemeinschaft, sondern diesen bildet das Rathaus Kölleda. Vermehrt nutzt man es daher für andere Veranstaltungen, etwa für Kunstausstellungen in der Rathausgalerie.
Direkt vor dem Rathaus befindet sich ein Brunnen mit einer plastischen Darstellung des Stadtwappenmotivs. Er wird regelmäßig als Osterbrunnen dekoriert.